# Campionati europei di beach volley 2004
I Campionati europei di beach volley 2004 si sono svolti dal 9 al 13 giugno 2004 a Timmendorfer Strand in Germania.

## Podi
| Evento                      | Oro                                         | Argento                                    | Bronzo                                   |
| Torneo maschile (dettagli)  | Germania Markus Dieckmann Jonas Reckermann  | Svizzera Markus Egger Sascha Heyer         | Svizzera Patrick Heuscher Stefan Kobel   |
| Torneo femminile (dettagli) | Germania Simone Kuhn Nicole Schnyder-Benoît | Germania Susanne Glesnes Kathrine Maaseide | Italia Daniela Gattelli Lucilla Perrotta |

## Medagliere
| Posizione | Nazione  | Oro | Argento | Bronzo | Totale |
| --------- | -------- | --- | ------- | ------ | ------ |
| 1         | Svizzera | 1   | 1       | 1      | 3      |
| 2         | Germania | 1   | 0       | 0      | 1      |
| 3         | Norvegia | 0   | 1       | 0      | 1      |
| 4         | Italia   | 0   | 0       | 1      | 1      |
| Totale    | Totale   | 2   | 2       | 2      | 6      |